# Casa dell’Adone Ferito

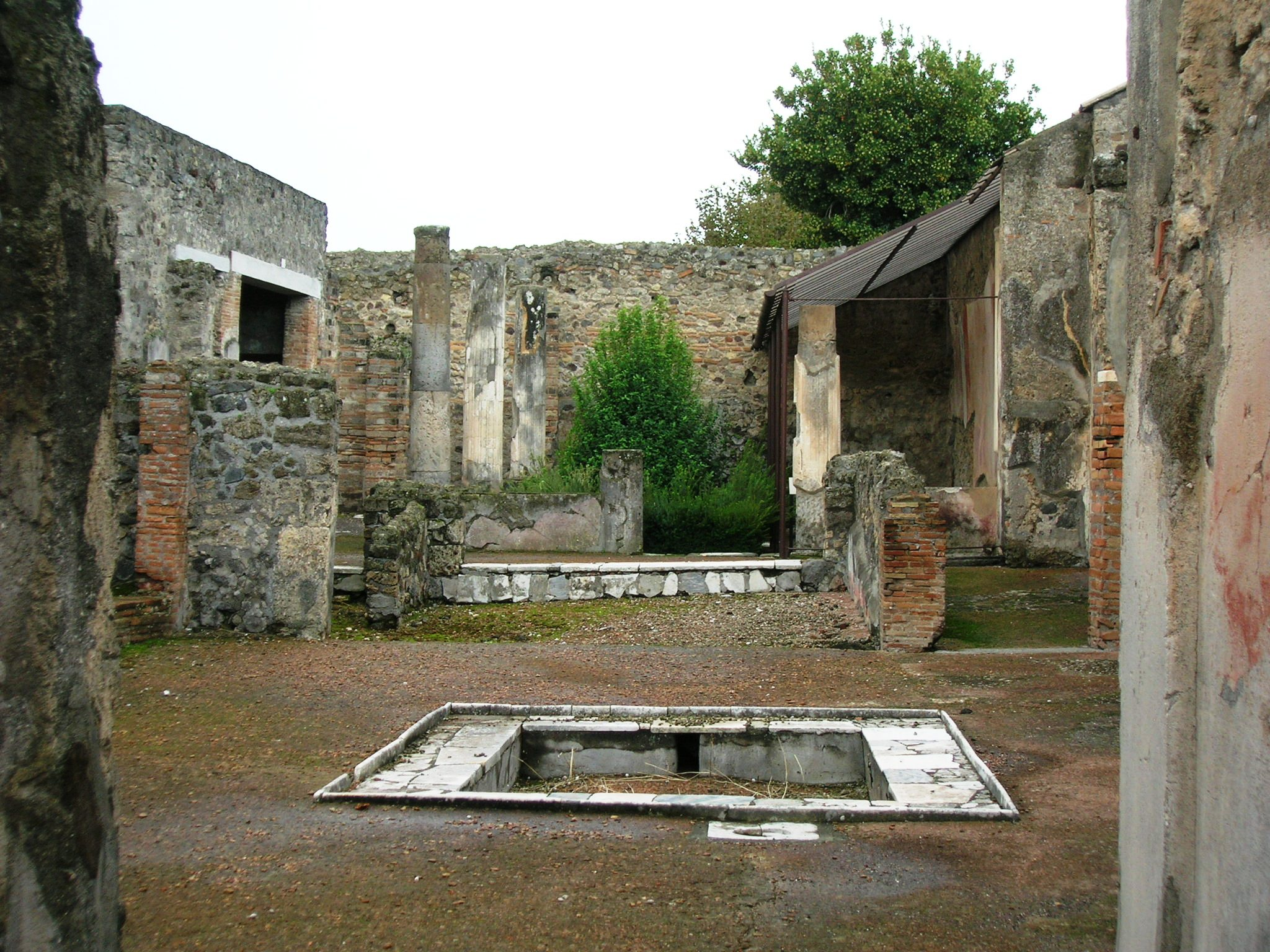
Blick auf das Atrium

Bei der Casa dell’Adone Ferito (Haus des verwundeten Adonis, auch Domus M. Asellini ) handelt es sich um ein Wohnhaus in Pompeji (VI.7.18), das in den 1830er-Jahren ausgegraben wurde. Es erhielt seinen modernen Namen von einem monumentalen Gemälde im Peristyl, das Adonis zeigt. Im Haus fand sich das Siegel des M. Asellini. Es mag sich um den letzten Besitzer handeln.
Das Haus wird über die Fauces betreten, von denen man direkt in das Atrium gelangt, in dessen Mitte sich das marmorne Impluvium befindet. Auf der linken Seite liegen diverse Räume. Gegenüber den Fauces befindet sich das Tablinum und dahinter liegt das Peristyl. An der Rückwand befindet sich eine überlebensgroße Wandmalerei, die Adonis und Venus in einer Landschaft zeigt. Links und rechts davon befinden sich gemalte Gartenlandschaften. Die Malereien sind heute stark verblasst und Teile des Putzes sind von der Wand gefallen. Solche groß angelegten Landschaftsbilder waren in Pompeji beliebt und können, wie dieses Beispiel zeigt, mythologische Szenen beinhalten. Die Malerei wird dem Adone Ferito-Maler zugeordnet, der in diversen Häusern in Pompeji tätig war und im  4. Stil arbeitete.
Neben dem Peristyl befindet sich der Oecus mit aufwendigen Malereien im 4. Stil. Auch diese sind heute stark verblasst, aber auch sie sind von alten Zeichnungen her bekannt.

## Galerie

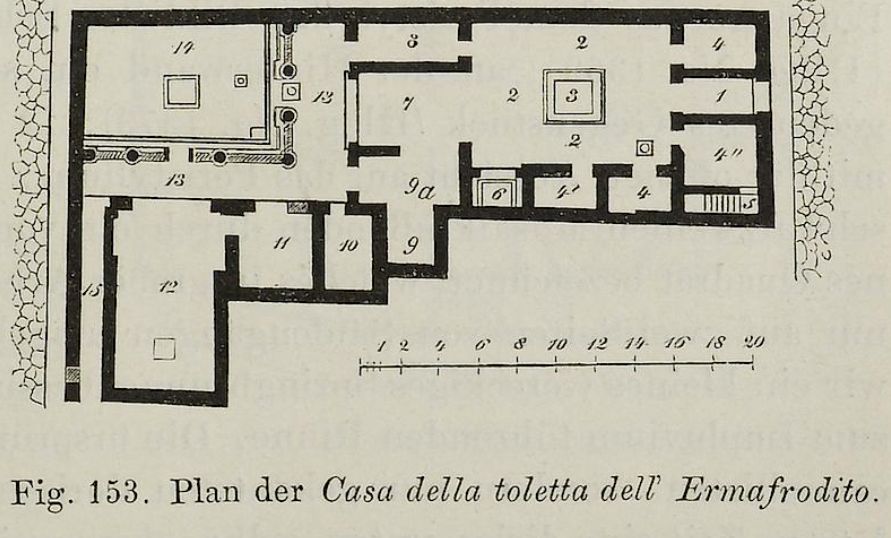
Grundriss des Hauses
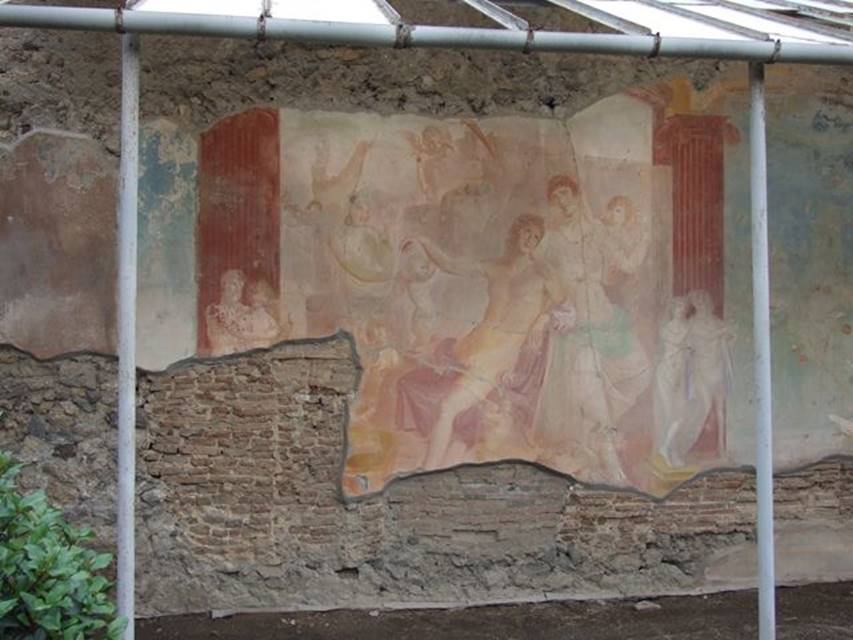
Bild des Adonis
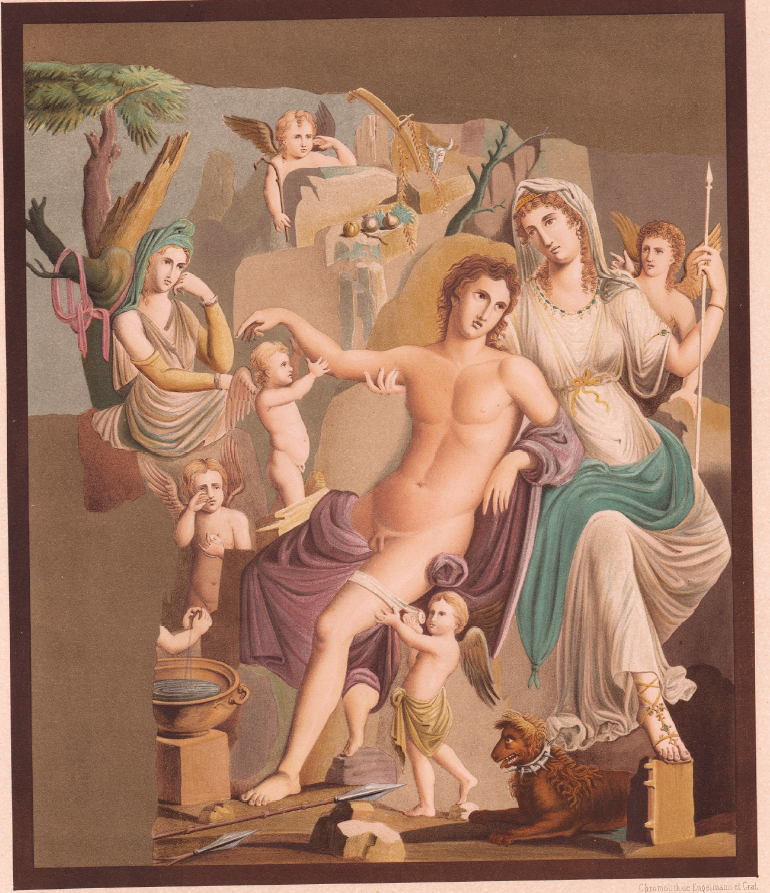
Bild des Adonis von 1846
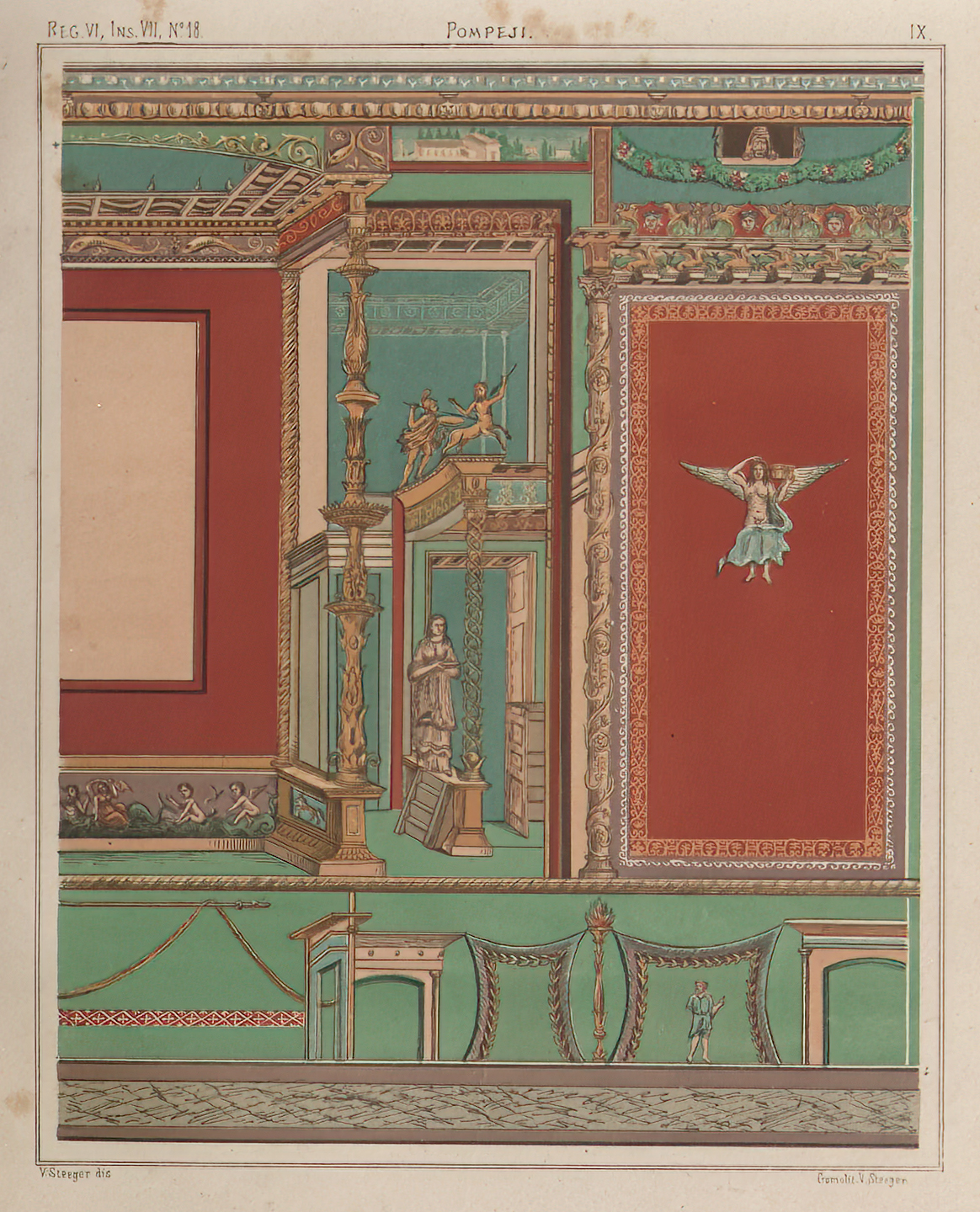
Wandmalerei im 4. Stil
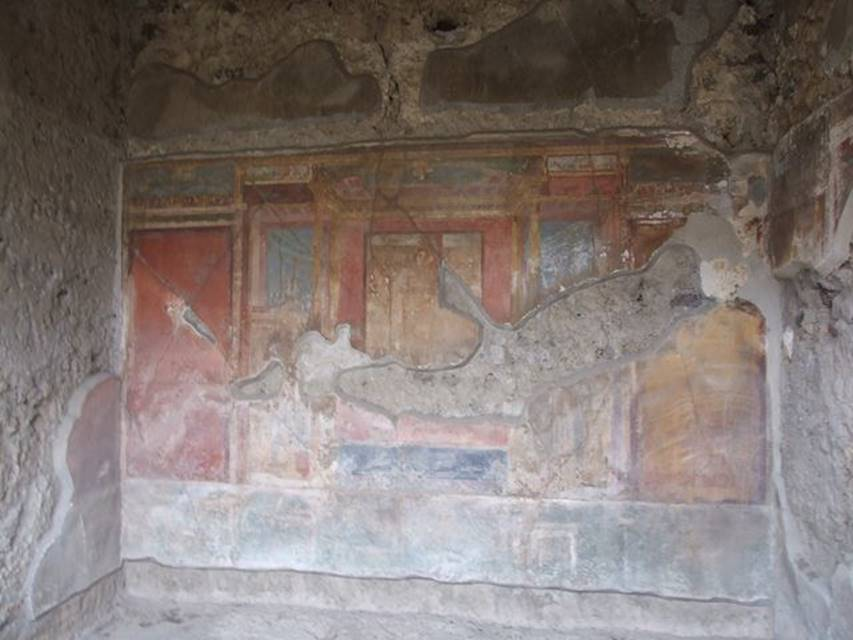
Wandmalerei im 4. Stil, heutiger Zustand